# Церковная сокровищница
Церковная сокровищница (нем. Kirchenschatz) — специальное помещение при соборе или церкви, в которых под охраной находятся ценные произведения церковного искусства или мощи святых.

## Общая характеристика
Церковные сокровищницы распространены в Западной Европе, в особенности в Германии, Австрии, Швейцарии и Италии.
Сокровищница представляют собой специфическую форму церковного музея, где под особой охраной помещены произведения церковного искусства, представляющие особую историческую и художественную ценность, а также реликварии с мощами почитаемых католических и общехристианских святых. Данная форма организации музея позволяет решить вопрос как сохранности предметов, так и их доступности для любителей искусства и паломников.
В католических соборах и крупных церквах создаются специальные отдельные помещения, а в небольших местных церквах возможно размещение экспозиции прямо в помещении церкви. В Германии частыми формами организации церковных сокровищниц являются так называемые шатцкамеры (Schatzkammer) и епархиальные музеи (Diözesanmuseen). Чаще всего под охрану попадают ценные старинные богослужебные книги, сосуды, литургические одежды, иконы, картины, скульптуры святых, мощевики и мощи святых.
Несмотря на то, что в последние века церковь преследовали, проявляли иконоборчество, ликвидировали монастыри и приходы, за долги продавали ценности, она существует до сих пор. Только в XX веке сформировалось представление о необходимости сохранения церковных сокровищ для будущих поколений. Церковные сокровища представляют собой часть не только церковной истории и культуры, но и европейской цивилизации.

## Крупные сокровищницы Германии
- Сокровищница Ахенского собора
- Епархиальный музей Бамберга
- Соборная сокровищница Эссена
- Сокровищница в Хильдесхайме
- Сокровищница Кёльнского собора